# Tedjini Haddam
Pour les articles homonymes, voir Haddam.
Tedjini Haddam, né le 11 janvier 1921 à Tlemcen et mort le 20 mars 2000, est un homme politique algérien. Il est médecin de formation, spécialisé en chirurgie thoracique et cardio-vasculaire.

## Biographie
Il étudie, en parallèle de l'école française, à Dar El Hadith, école fondée par l'Association des oulémas musulmans algériens. Il sera à cette période une tête de file de mouvement de l'Organisation des Frères Musulmans d'Algérie (OFMA) à Tlemcen. Il obtient son doctorat en médecine à Paris en 1952 puis travaille en Suède puis aux États-Unis avant de rejoindre, en 1954, le Front de libération nationale algérien à Constantine. Il est emprisonné à Constantine puis est condamné à mort par contumace après son évasion. Il s'installe alors en Tunisie en 1956, à Tunis où il dirigera alors le service de chirurgie générale et cardio-pulmonaire de l'hôpital Sadiki. Il sera responsable du Service Sanitaire de la base A, affecté par le Comité de coordination et d'exécution en 1957.
À l'indépendance il rejoint l'hôpital Mustapha Pacha d'Alger avant de commencer une longue carrière politique en tant que vice-président de l'Assemblée constituante, ministre des Habous, ministre de la Santé et par deux fois ambassadeur.
De 1989 jusqu'en 1992, Haddam est recteur de la Grande Mosquée de Paris.
En février 1992, Haddam participe à l'instauration de l'État d'urgence en Algérie en tant que membre du Haut Comité d'État.

## Fonctions
- 1962-1963 : Vice-président de l'Assemblée Constituante
- 1964-1965 : Ministre algérien des affaires religieuses, des waqfs et des habous
- 1965-1965 : Ministre des Habous puis de la santé publique puis des anciens moudjahidines (anciens combattants) puis des affaires sociales
- 1965-1970 : Ministre de la santé publique
- 1970-1975 : Ambassadeur d'Algérie en Tunisie
- 1982-1986 : Ambassadeur d'Algérie en Arabie saoudite
- 1989-1992 : Recteur de l'Institut Musulman de la Grande Mosquée de Paris, président de la Société des Habous et des Lieux Saints de l'Islam (rattaché à la Grande Mosquée)
- 1992-1994, Membre du Haut Comité d'Etat (HCE, autorité politique provisoire mise en place par le Haut conseil de sécurité à la suite de la démission du président Chadli Bendjedid. Il servit à gérer les affaires sociales et politiques durant la Décennie noire algérienne. Le HCE fut dissout par Liamine Zeroual, successeur de Bendjedid.)

## Postérité
L'Hôpital de Bir El Ater , l'un des campus universitaires de l'Université des Frères Mentouri de Constantine, la Faculté des Sciences de l'Université Abou Bekr Belkaid de Tlemcen, ainsi qu'une résidence universitaire à Tlemcen portent son nom.